# Parafia Niepokalanego Poczęcia Najświętszej Maryi Panny w Złotym Stoku
Parafia Niepokalanego Poczęcia Najświętszej Maryi Panny w Złotym Stoku – znajduje się w dekanacie kamienieckim w diecezji świdnickiej. Była erygowana w XIII w. Jej proboszczem jest ks. Paweł Paździur.